# Kent County (Delaware)
Kent County er et county i den centrale del af den amerikanske delstat Delaware. Området indeholder Delawares hovedstad Delaware.

## Historie
Omkring 1670 begyndte englænderne at bosætte sig i St. Jones River-dalen, der tidligere var kendt som Wolf Creek. 21. juni 1680 kortlagde hertugen af York St. Jones County, som blev taget ud af New Amstel/New Castle County og Hoarkill/Sussex County. St. Jones County blev overført til William Penn 24. august 1682, og blev en del af Penns nyligt kortlagte Delaware-koloni.
Penn beordrede at der skulle etableres en retsby, og domstolen blev bygget i 1697. Byen Dover, opkaldt efter Dover i det engelske Kent, blev endelig udlagt i 1717, og blev hovedstad i Delaware i 1777. I 1787 var Delaware den første koloni til at ratificere USA's forfatning, og blev "den første delstat". Kent County var i det 18. århundrede en lille landbrugsregion.
I nyere tid var Dover i 1960'erne sted for fremstilling af de rumdragter, der blev båret af NASA-astronauter i Apollo-måneflyvningerne af ILC Dover, der ny er baseret i den lille by Frederica. Dragterne, der blev døbt "A7L," blev for første gang anvendt på Apollo 7-missionen i oktober 1967, og var også de dragter der blev båret af Neil Armstrong og Buzz Aldrin på Apollo 11-missionen.